# Група армій «Дон»
Група армій «Дон» (нім. Heeresgruppe Don) — одна з груп армій Німеччини під час Другої світової війни.
Сформована 21 листопада 1942 року на базі командування 11-ї армії з передислокацією її з-під Ленінграда. З'єднання призначалося для прориву кільця оточення під Сталінградом і розташувалося між частинами групи армій «A» і групи армій «B». Незважаючи на великі танкові і моторизовані сили, німецьким військам не вдалося виконати поставленого завдання. У результаті група армій «Дон» перейшла до оборони, а 12 лютого 1943 року, майже одночасно із припиненням діяльності групи армій «B» на Східному фронті, була перейменована в групу армій «Південь».

## Командувачі
- генерал-фельдмаршал Еріх фон Манштейн (21 листопада 1942 — 12 лютого 1943).